# Лазарони, Себастьян
Себастьян Баррозу Лазарони (порт. Sebastião Barroso Lazaroni; род. 25 сентября 1950, Муриаэ) — бразильский футбольный тренер.

## Тренерская карьера
До начала своей тренерской карьеры Лазарони выступал на позиции вратаря в нескольких любительских клубах Бразилии. В 1985 году возглавил «Фламенго» в начале как исполняющий обязанности после отставки Марио Загалло, а затем в качестве главного тренера. В 1986 году привёл команду к победе в Лиге Кариока. На будущий год он возглавил «Васко да Гама» с которой дважды добивался чемпионства в этом турнире. С марта по май 1988 года руководил саудовским клубом «Аль-Ахли», после чего вернулся в Бразилию, став наставником «Гремио». В 1989 году в преддверии Кубка Америки был назначен на пост главного тренера национальной сборной Бразилии. В сборной Себастьян Лазарони попытался ввести позицию либеро. В июле 1989 года под его руководством сборная Бразилии выиграла Кубок Америки, не проиграв по ходу турнира ни одного матча и пропустив всего один мяч. В отборочных матчах к чемпионату миру 1990 года в Италии бразильцы дважды разгромили сборную Венесуэлы, а в матче с чилийцами им была присуждена техническая победа из-за отказа соперника продолжать матч. На самом чемпионате мира сборная Бразилии обыграла всех соперников на групповом этапе, а в 1/8 финала уступила с минимальным счётом Аргентине. После этой неудачи Бразильская конфедерация футбола приняла решение отправить главного тренера в отставку. Лазарони остался в Италии, заключив контракт с «Фиорентиной», однако никаких успехов достичь не смог, и по ходу сезона 1991/92 был уволен со своего поста.
В январе 1993 года вновь отправился в Саудовскую Аравию в клуб «Аль-Хиляль», но проработал там лишь полгода. Летом того же года принял на себя руководство клубом из итальянской серии B «Бари», с которым смог выйти в 1/8 финала Кубка Италии, где уступил «Торино». После этого Лазарони вернулся в Америку, где возглавлял вначале мексиканский «Леон» и вновь бразильский «Васко да Гама». В 1996 году после двухлетнего перерыва в работе был приглашён в турецкий «Фенербахче». Вместе с командой в 1997 году занял третье место в чемпионате Турции. А 30 октября 1996 года Себастьян стал соавтором исторического результата. В этот день английский «Манчестер Юнайтед» принимал на «Олд Траффорд» «Фенербахче» и уступил со счётом 0:1. Это поражение стало для него первой домашней неудачей в еврокубках более чем за сорок лет.
Затем Лазарони работал в китайском «Шанхай Шэньхуа», бразильских «Ботафого» и «Жувентуде», кувейтском «Аль-Араби», японском «Иокогама Ф. Маринос» и сборной Ямайки. В 2006 году вновь вернулся в Турцию, возглавив «Трабзонспор», однако значимых результатов с ним не добился. В сентябре в первом раунде Кубка УЕФА турки уступили испанской «Осасуне». В неудачном старте в национальном первенстве и Кубке УЕФА руководство клуба посчитало виновным главного тренера, в связи с чем он был уволен. В июле 2007 года Себастьян перебрался в Португалию, возглавив «Маритиму». Под его руководством клуб выступал довольно успешно, заняв пятое место в чемпионате и пробившись в Кубок УЕФА, однако Лазарони покинул команду, приняв выгодное предложение от руководства «Катар СК». Вместе с командой он выиграл Кубка Наследного принца. 7 августа 2011 года был назначен футбольной ассоциацией Катара на пост главного тренера национальной сборной, вместо отправленного в отставку Милована Раеваца.

## Достижения

### Командные
Фламенго
- Победитель Лиги Кариока: 1986

 Васко да Гама
- Победитель Лиги Кариока (2): 1987, 1988

 Сборная Бразилии
- Победитель Кубка Америки: 1989

 Фенербахче
- Бронзовый призёр чемпионата Турции: 1996/97

 Шанхай Шэньхуа
- Обладатель Суперкубка Китая: 1999

 Иокогама Ф. Маринос
- Серебряный призёр чемпионата Японии: 2002
- Обладатель Кубка лиги: 2002

 Катар СК
- Обладатель Кубка Наследного принца: 2009

Индивидуальные
- Футбольный тренер года в Южной Америке: 1989
- Футбольный тренер года в Катаре: 2009